# Wadjet
Wadjet var skytsgudinden for Nedreegypten og personificeredes derfor i den ene af de to kroner, den egyptiske farao bar. Hendes navn betyder "Den grønne". Hun kunne også symbolisere soløjet, og var dermed Ras datter. Sammen med sit modstykke, Nekhbet, beskyttede hun farao. Wadjet blev også betragtet som den der bragte egypterne den grønne vegetation.